# Victor Dupré
Victor Dupré (Roanne, 11 de març de 1884 - Vernay, 7 de juny de 1938) va ser un ciclista francès que fou professional entre 1903 i 1913. Es dedicà principalment al ciclisme en pista i la modalitat de velocitat, en què guanyà un Campionat del Món.

## Palmarès
- 1909
  -  Campió del món de velocitat
  -  Campió de França de velocitat